# ブルマウ温泉

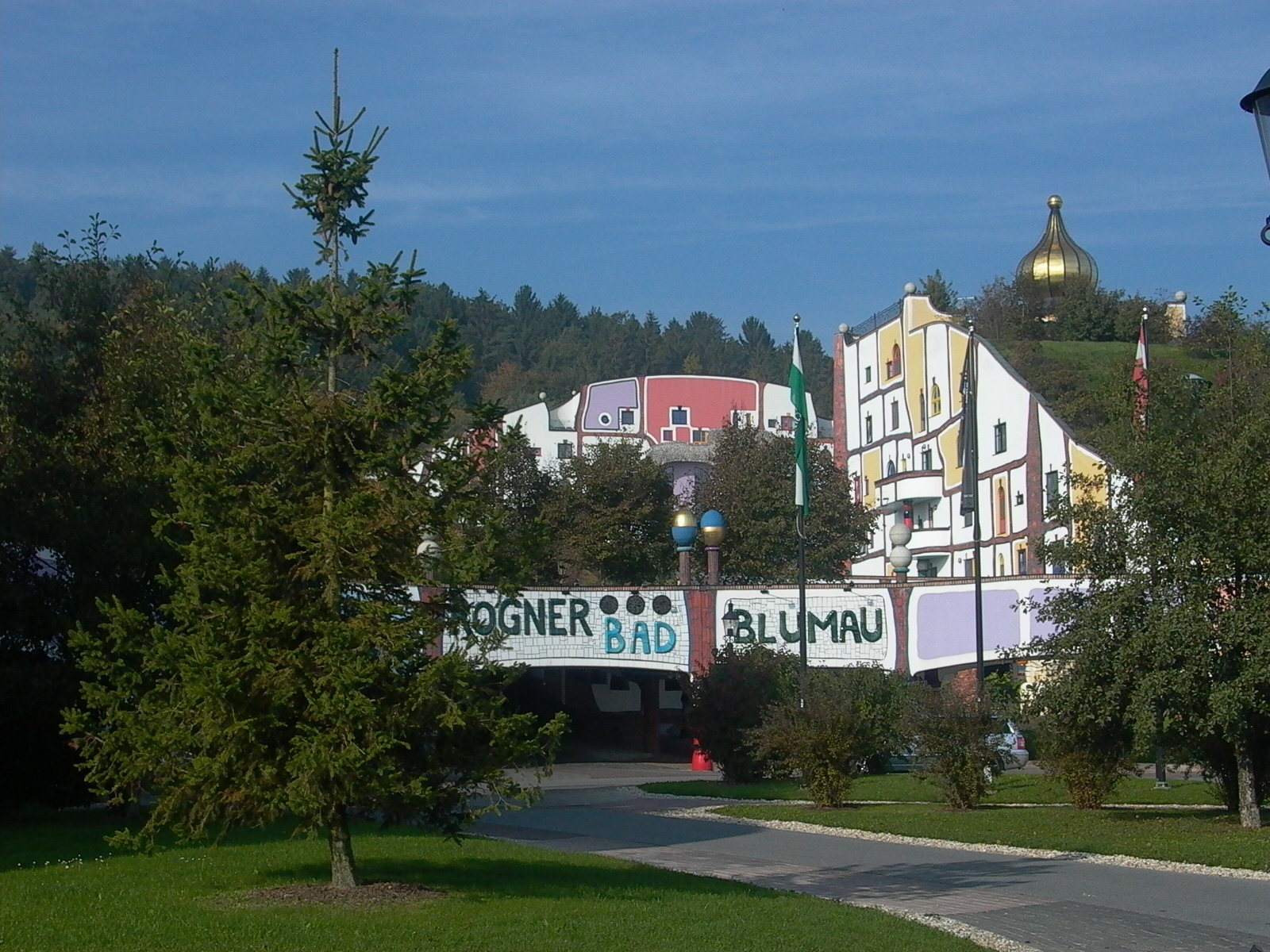
ブルマウ温泉の温泉複合施設（フリーデンスライヒ・フンデルトヴァッサー設計）

ブルマウ温泉（ ドイツ語: Bad Blumau＝バート・ブルマウ）は、オーストリア・シュタイアーマルク州の東部、ハルトベルク・フュルステンフェルト郡にある村（面積：37平方キロメートル、人口：1,615人 2020年）で、オーストリア有数の温泉村である。オーストリアの著名な20世紀芸術家、建築家のフリーデンスライヒ・フンデルトヴァッサーが設計した大きな温泉複合施設がある。
バート・ブルマウは首都・ウィーンから南へ120キロメートル、グラーツから西へ60キロのところにある。鉄道駅があり、ウィーンから特別列車も出ている。

## 参照項目
- 世界の温泉地一覧#オーストリア